# Jeff Nuttall
Jeffrey Addison Nuttall (8 juillet 1933 - 4 janvier 2004) est un poète, essayiste, peintre, acteur, sculpteur, anarchiste et trompettiste de jazz anglais qui joue un rôle central dans l'élaboration et la diffusion de la contre-culture britannique des années 1960.

## Biographie
Jeff Nuttall nait à Clitheroe (Lancashire) et grandit dans le Herefordshire. Il étudie la peinture après la Seconde Guerre mondiale et publie ses premiers poèmes au début des années 1960. Il fait partie, avec Bob Cobbing, des fondateurs de l'influente maison d'édition Writers Forum. Il est proche de nombreux artistes de la beat generation américaine, à l'instar de William Burroughs.
En 1961, il participe à la fondation du People Show, un groupe de performance artistique et est impliqué dans le lancement du journal underground International Times. En 1967, deux de ses œuvres sont reproduites dans le tabloïd de contre-culture The Last Times (Volume 1, n°1) publié par Charles Plymell.
Son ouvrage Bomb Culture (1968) est l'un des textes majeurs de la contre-culture du temps, en faisant le lien entre d'une part l'émergence d'alternatives aux normes sociales alors en vigueur, d'autre part l'angoisse de l'apocalypse nucléaire qui constituait l'arrière-plan de l'époque.